# Europaspiele 2015/Teilnehmer (Moldau)
| Gelbes Symbol für Goldmedaillen mit stilisierten Olympischen Ringen | Graues Symbol für Silbermedaillen mit stilisierten Olympischen Ringen | Braundes Symbol für Bronzemedaillen mit stilisierten Olympischen Ringen |
| ------------------------------------------------------------------- | --------------------------------------------------------------------- | ----------------------------------------------------------------------- |
| —                                                                   | 1                                                                     | 2                                                                       |

Die Republik Moldau nahm in Baku an den Europaspielen 2015 teil. Vom  Olympischen Komitee Moldawiens wurden 87 Athleten in 12 Sportarten nominiert. Fahnenträger war der Ringer Mihail Sava.

## Bogenschießen
| Athleten                  | Wettbewerb | Platzierungsrunde | Platzierungsrunde | 1. Runde (64er)   | 1. Runde (64er) | 2. Runde (32er) | 2. Runde (32er) | Achtelfinale | Achtelfinale | Viertelfinale | Viertelfinale | Halbfinale | Halbfinale | Finale | Finale   | Rang  |
| Athleten                  | Wettbewerb | Ringe             | Rang              | Gegner            | Ergebnis        | Gegner          | Ergebnis        | Gegner       | Ergebnis     | Gegner        | Ergebnis      | Gegner     | Ergebnis   | Gegner | Ergebnis | Rang  |
| ------------------------- | ---------- | ----------------- | ----------------- | ----------------- | --------------- | --------------- | --------------- | ------------ | ------------ | ------------- | ------------- | ---------- | ---------- | ------ | -------- | ----- |
| Frauen                    |            |                   |                   |                   |                 |                 |                 |              |              |               |               |            |            |        |          |       |
| Alexandra Mîrca           | Einzel     | 618               | 44                | Anastasia Pavlova | 0 : 6           | –               | –               | –            | –            | –             | –             | –          | –          | –      | –        | 33–64 |
| Männer                    |            |                   |                   |                   |                 |                 |                 |              |              |               |               |            |            |        |          |       |
| Dan Olaru                 | Einzel     | 652               | 32                | Rafal Wojtkowiak  | 5 : 6           | –               | –               | –            | –            | –             | –             | –          | –          | –      | –        | 33–64 |
| Mixed                     |            |                   |                   |                   |                 |                 |                 |              |              |               |               |            |            |        |          |       |
| Alexandra Mîrca Dan Olaru | Team       | 1270              | 18                | –                 | –               | –               | –               | –            | –            | –             | –             | –          | –          | –      | –        | 18    |

## Boxen
| Athleten             | Wettbewerb                    | 1. Runde (32er) | 1. Runde (32er) | Achtelfinale             | Achtelfinale | Viertelfinale | Viertelfinale | Halbfinale | Halbfinale | Finale | Finale   | Rang |
| Athleten             | Wettbewerb                    | Gegner          | Ergebnis        | Gegner                   | Ergebnis     | Gegner        | Ergebnis      | Gegner     | Ergebnis   | Gegner | Ergebnis | Rang |
| -------------------- | ----------------------------- | --------------- | --------------- | ------------------------ | ------------ | ------------- | ------------- | ---------- | ---------- | ------ | -------- | ---- |
| Frauen               |                               |                 |                 |                          |              |               |               |            |            |        |          |      |
| Iulia Coroli         | Bantamgewicht bis 54 kg       | –               | –               | –                        | –            | Azize Nimani  | 0:3           | –          | –          | –      | –        |      |
| Lilia Venglovscaia   | Leichtgewicht bis 60 kg       | –               | –               | Tasheena Bugar           | 0:3          | –             | –             | –          | –          | –      | –        |      |
| Männer               |                               |                 |                 |                          |              |               |               |            |            |        |          |      |
| Alexandr Riscan      | Fliegengewicht bis 52 kg      | Muhammad Ali    | 0:3             | –                        | –            | –             | –             | –          | –          | –      | –        |      |
| Wjatscheslaw Goschan | Bantamgewicht bis 56 kg       | –               | –               | Bakhtovar Nazirov        | 0:3          | –             | –             | –          | –          | –      | –        |      |
| Vadim Ivaniuc        | Leichtgewicht bis 60 kg       | –               | –               | Mateusz Polski           | 0:3          | –             | –             | –          | –          | –      | –        |      |
| Dmitri Galagot       | Halbweltergewicht bis 64 kg   | –               | –               | Collazo Sotomayor        | 0:3          | –             | –             | –          | –          | –      | –        |      |
| Vasile Belous        | Weltergewicht bis 69 kg       | Anas Messaoudi  | 2:1             | Pərviz Bağırov           | 0:3          | –             | –             | –          | –          | –      | –        |      |
| Victor Carapcevschii | Mittelgewicht bis 75 kg       | –               | –               | Christian M'Billi-Assomo | 0:3          | –             | –             | –          | –          | –      | –        |      |
| Petru Ciobanu        | Halbschwergewicht bis 81 kg   | Igor Teziev     | 0:3             | –                        | –            | –             | –             | –          | –          | –      | –        |      |
| Victor Ialimov       | Schwergewicht bis 91 kg       | Albon Pervizaj  | 0:3             | –                        | –            | –             | –             | –          | –          | –      | –        |      |
| Alexei Zavatin       | Superschwergewicht über 91 kg | Abdala Kadan    | 3:0             | Joseph Joyce             | KO           | –             | –             | –          | –          | –      | –        |      |

## Fechten
| Athleten       | Wettbewerb   | Gruppenphase | Gruppenphase | 1. Runde (32er) | 1. Runde (32er) | Achtelfinale | Achtelfinale | Viertelfinale | Viertelfinale | Halbfinale / Klassifikation | Halbfinale / Klassifikation | Finale / Platzierung | Finale / Platzierung | Rang |
| Athleten       | Wettbewerb   | Bilanz       | Platzierung  | Gegner          | Ergebnis        | Gegner       | Ergebnis     | Gegner        | Ergebnis      | Gegner                      | Ergebnis                    | Gegner               | Ergebnis             | Rang |
| -------------- | ------------ | ------------ | ------------ | --------------- | --------------- | ------------ | ------------ | ------------- | ------------- | --------------------------- | --------------------------- | -------------------- | -------------------- | ---- |
| Frauen         |              |              |              |                 |                 |              |              |               |               |                             |                             |                      |                      |      |
| Aliona Jelachi | Säbel Einzel | 1:4 Siege    | 5            | –               | –               | –            | –            | –             | –             | –                           | –                           | –                    | –                    |      |
| Männer         |              |              |              |                 |                 |              |              |               |               |                             |                             |                      |                      |      |
| Piotr Mateisin | Säbel Einzel | 0:5 Siege    | 6            | –               | –               | –            | –            | –             | –             | –                           | –                           | –                    | –                    |      |

## Judo
| Athleten         | Wettbewerb       | 1. Runde | 1. Runde | 2. Runde     | 2. Runde  | Achtelfinale   | Achtelfinale | Viertelfinale | Viertelfinale | Hoffnungsrunde Halbfinale | Hoffnungsrunde Halbfinale | Halbfinale | Halbfinale | Hoffnungsrunde Finale | Hoffnungsrunde Finale | Finale / Kampf um Bronze | Finale / Kampf um Bronze | Rang |
| Athleten         | Wettbewerb       | Gegner   | Ergebnis | Gegner       | Ergebnis  | Gegner         | Ergebnis     | Gegner        | Ergebnis      | Gegner                    | Ergebnis                  | Gegner     | Ergebnis   | Gegner                | Ergebnis              | Gegner                   | Ergebnis                 | Rang |
| ---------------- | ---------------- | -------- | -------- | ------------ | --------- | -------------- | ------------ | ------------- | ------------- | ------------------------- | ------------------------- | ---------- | ---------- | --------------------- | --------------------- | ------------------------ | ------------------------ | ---- |
| Frauen           |                  |          |          |              |           |                |              |               |               |                           |                           |            |            |                       |                       |                          |                          |      |
| Cristina Budescu | Klasse bis 48 kg | –        | –        | –            | –         | Julia Figueroa | 000-100      | –             | –             | –                         | –                         | –          | –          | –                     | –                     | –                        | –                        |      |
| Männer           |                  |          |          |              |           |                |              |               |               |                           |                           |            |            |                       |                       |                          |                          |      |
| Artiom Nacu      | Klasse bis 66 kg | –        | –        | Elio Verde   | 0001-1100 | –              | –            | –             | –             | –                         | –                         | –          | –          | –                     | –                     | –                        | –                        |      |
| Valeriu Duminica | Klasse bis 81 kg | –        | –        | Łukasz Błach | 0003-0113 | –              | –            | –             | –             | –                         | –                         | –          | –          | –                     | –                     | –                        | –                        |      |

## Kanu
| Athleten        | Wettbewerb | Vorlauf    | Vorlauf | Halbfinale | Halbfinale | Finale     | Finale | Rang |
| Athleten        | Wettbewerb | Zeit (min) | Rang    | Zeit (min) | Rang       | Zeit (min) | Rang   | Rang |
| --------------- | ---------- | ---------- | ------- | ---------- | ---------- | ---------- | ------ | ---- |
| Frauen          |            |            |         |            |            |            |        |      |
| Natalia Gulco   | K1 500 m   | 2:04,484   | 9       | -          | -          | -          | -      | -    |
| Natalia Gulco   | K1 5000 m  | -          | -       | -          | -          | DSQ        | -      | -    |
| Männer          |            |            |         |            |            |            |        |      |
| Oleg Tarnovschi | K1 200 m   | 0:40,949   | 5       | 0:39,630   | 5          | 0:42,473   | 5      | 5    |
| Oleg Tarnovschi | C1 1000 m  | 4:01,200   | 3       | -          | -          | 3:58,152   | 7      | 7    |

## Leichtathletik
| Athleten                                                    | Wettbewerb       | Finale          | Finale | Finale |
| Athleten                                                    | Wettbewerb       | Zeit/Weite      | Rang   | Punkte |
| ----------------------------------------------------------- | ---------------- | --------------- | ------ | ------ |
| Frauen                                                      |                  |                 |        |        |
| Alina Cravcenco                                             | 100 m            | 12,26 s         | 7      | 8      |
| Alina Cravcenco                                             | 200 m            | 24,80 s         | 6      | 9      |
| Olesea Cojuhari                                             | 400 m            | 54,20 s         | 3      | 12     |
| Vergilia Rotaru                                             | 800 m            | 2:08,67 min     | 6      |        |
| Iuliana Tcaciova                                            | 1500 m           | 4:48,70 min     | 10     | 5      |
| Natalia Clipca                                              | 3000 m           | 10:29,19 min    | 8      | 7      |
| Natalia Cerches                                             | 5000 m           | DNF             | -      |        |
| Olesea Smovjenco                                            | 3000 m Hindernis | 10:55,61 min    | 2      | 13     |
| Anna Berghii                                                | 100 m Hürden     | 14,95 s         | 7      | 8      |
| Anna Berghii                                                | 400 m Hürden     | 59,82 s         | 4      | 11     |
| Alina Bordea Uliana Busila Olesea Cojuhari Alina Cravcenco  | 4 × 100 m        | 47,18 s         | 6      | 9      |
| Alina Bordea Anna Berghii Olesea Cojuhari Vergilia Rotaru   | 4 × 400 m        | 3:41,94 min     | 3      | 12     |
| Ana Modnicov                                                | Hochsprung       | 1,60 m          | 10     | 5      |
| Irina Tverdohlebova                                         | Stabhochsprung   | 3,20 m          | 7      | 8      |
| Natalia Cipilencu                                           | Weitsprung       | 5,64 m          | 6      | 9      |
| Natalia Cipilencu                                           | Dreisprung       | 12,15 m         | 6      | 9      |
| Dimitriana Surdu                                            | Kugelstoßen      | 14,34 m         | 2      | 13     |
| Natalia Stratulat                                           | Diskuswurf       | 53,95 m         | 1      | 14     |
| Marina Nichișenco                                           | Hammerwurf       | 65,08 m         | 3      | 12     |
| Mihaela Tacu                                                | Speerwurf        | 46,55 m         | 3      | 12     |
| Männer                                                      |                  |                 |        |        |
| Oleg Șochin                                                 | 100 m            | 11,08 s         | 8      | 7      |
| Andrei Daranuţa                                             | 200 m            | 21,50 s         | 6      | 9      |
| Alexandru Babian                                            | 400 m            | 47,35 s PB      | 2      | 13     |
| Ion Siuris                                                  | 800 m            | 1:51,91 min     | 3      | 12     |
| Ion Siuris                                                  | 1500 m           | 3:51,52 min     | 4      | 11     |
| Roman Prodius                                               | 3000 m           | 8:06,34 min PB  | 3      | 12     |
| Roman Prodius                                               | 5000 m           | 14:21,42 min PB | 2      | 13     |
| Nicolai Gorbusco                                            | 3000 m Hindernis | 8:49,83 min PB  | 1      | 14     |
| Alexandru Crușelnițchi                                      | 110 m Hürden     | 14,88 s         | 6      | 9      |
| Andrei Daranuta                                             | 400 m Hürden     | 52,89 s PB      | 4      | 11     |
| Oleg Șochin Andrei Daranuţa Andrei Doibani Andrei Sturmilov | 4 × 100 m        | 41,56 s         | 7      | 8      |
| Andrei Mîtîcov                                              | Hochsprung       | 2,24 m PB       | 2      | 13     |
| Stanislav Gheorghioglo                                      | Stabhochsprung   | 4,60 m          | 6      | 9      |
| Alexandr Cuharenco                                          | Weitsprung       | 6,48 m SB       | 13     | 2      |
| Vladimir Letnicov                                           | Dreisprung       | 16,34 m SB      | 2      | 13     |
| Ion Emilianov                                               | Kugelstoßen      | 18,76 m         | 2      | 13     |
| Nicolai Ceban                                               | Diskuswurf       | 53,95 m         | 2      | 13     |
| Serghei Marghiev                                            | Hammerwurf       | 73,09 m         | 2      | 13     |
| Adrian Mardari                                              | Speerwurf        | 64,95 m         | 4      | 11     |

Endplatzierung
| Team   | Wettkampf  | Finale | Finale |
| Team   | Wettkampf  | Punkte | Rang   |
| ------ | ---------- | ------ | ------ |
| Moldau | Mixed Team | 401    | 4      |

## Radsport

### Straße
| Athleten          | Wettbewerb      | Zeit                 | Rang                 |
| ----------------- | --------------- | -------------------- | -------------------- |
| Männer            |                 |                      |                      |
| Sergiu Cioban     | Straßenrennen   | Rennen nicht beendet | Rennen nicht beendet |
| Sergiu Cioban     | Einzelzeitfahrt | 1:07:14,12           | 30                   |
| Cristian Raileanu | Straßenrennen   | 5:33:43              | 42                   |

## Ringen
| Athleten                         | Wettbewerb        | 1. Runde           | 1. Runde | Achtelfinale          | Achtelfinale | Viertelfinale              | Viertelfinale | Halbfinale          | Halbfinale | Hoffnungsrunde Viertelfinale | Hoffnungsrunde Viertelfinale | Hoffnungsrunde Halbfinale | Hoffnungsrunde Halbfinale | Hoffnungsrunde Finale | Hoffnungsrunde Finale | Finale                 | Finale   | Rang   |
| Athleten                         | Wettbewerb        | Gegner             | Ergebnis | Gegner                | Ergebnis     | Gegner                     | Ergebnis      | Gegner              | Ergebnis   | Gegner                       | Ergebnis                     | Gegner                    | Ergebnis                  | Gegner                | Ergebnis              | Gegner                 | Ergebnis | Rang   |
| -------------------------------- | ----------------- | ------------------ | -------- | --------------------- | ------------ | -------------------------- | ------------- | ------------------- | ---------- | ---------------------------- | ---------------------------- | ------------------------- | ------------------------- | --------------------- | --------------------- | ---------------------- | -------- | ------ |
| Freistil Frauen                  |                   |                    |          |                       |              |                            |               |                     |            |                              |                              |                           |                           |                       |                       |                        |          |        |
| Iulia Leorda                     | Klasse bis 48 kg  | –                  | –        | Valentina Brik        | 0:5          | –                          | –             | –                   | –          | –                            | –                            | –                         | –                         | –                     | –                     | –                      | –        |        |
| Natalia Budu                     | Klasse bis 53 kg  | –                  | –        | Violeta Ponomarjova   | 5:0          | Estera Dobre               | 5:0           | Angela Dorogan      | 0:5        | –                            | –                            | –                         | –                         | Merve Kenger          | 0:5                   | –                      | –        | 4      |
| Mariana Cherdivara Esanu         | Klasse bis 58 kg  | –                  | –        | Valeria Koblova       | 1:3          | –                          | –             | –                   | –          | –                            | –                            | –                         | –                         | –                     | –                     | –                      | –        |        |
| Swetlana Sajenko                 | Klasse bis 75 kg  | –                  | –        | Epp Mäe               | 3:1          | Ekaterina Burkina          | 0:3           | –                   | –          | –                            | –                            | Daria Osocka              | 4:0                       | Yasemin Adar          | 3:1                   | –                      | –        | Bronze |
| griechisch-römischer Stil Männer |                   |                    |          |                       |              |                            |               |                     |            |                              |                              |                           |                           |                       |                       |                        |          |        |
| Victor Ciobanu                   | Klasse bis 59 kg  | Andrey Tsaryuk     | 4:0      | Apostolos Manouilidis | 4:0          | Virgil Munteanu            | 3:1           | Soslan Daurov       | 1:3        | –                            | –                            | –                         | –                         | Tarik Belmadani       | 1:3                   | –                      | –        | 4      |
| Donior Islamov                   | Klasse bis 66 kg  | Konstantin Stas    | 0:4      | –                     | –            | –                          | –             | –                   | –          | –                            | –                            | –                         | –                         | –                     | –                     | –                      | –        |        |
| Daniel Cataraga                  | Klasse bis 71 kg  | –                  | –        | Rəsul Çunayev         | 1:3          | –                          | –             | –                   | –          | Dominik Etlinger             | 1:3                          | –                         | –                         | –                     | –                     | –                      | –        |        |
| Șevciuc Petru                    | Klasse bis 75 kg  | Silver Tõgen       | 4:1      | Jawor Janakiew        | 0:4          | –                          | –             | –                   | –          | –                            | –                            | –                         | –                         | –                     | –                     | –                      | –        |        |
| Igor Besleaga                    | Klasse bis 80 kg  | Pavel Powada       | 3:1      | Florian Neumaier      | 0:3          | –                          | –             | –                   | –          | –                            | –                            | –                         | –                         | –                     | –                     | –                      | –        |        |
| Freistil Männer                  |                   |                    |          |                       |              |                            |               |                     |            |                              |                              |                           |                           |                       |                       |                        |          |        |
| Alexandru Chirtoacă              | Klasse bis 57 kg  | –                  | –        | Marcel Ewald          | 1:3          | –                          | –             | –                   | –          | –                            | –                            | –                         | –                         | Islam Islamaj         | 4:0                   | –                      | –        | Bronze |
| Andrei Perpeliță                 | Klasse bis 61 kg  | –                  | –        | Mykola Bolotnjuk      | 1:4          | –                          | –             | –                   | –          | –                            | –                            | –                         | –                         | –                     | –                     | –                      | –        |        |
| Mihail Sava                      | Klasse bis 65 kg  | Samet Dülger       | 3:1      | Toğrul Əsgərov        | 0:4          | –                          | –             | –                   | –          | Ilyas Idrisovich             | 1:4                          | –                         | –                         | –                     | –                     | –                      | –        |        |
| Evgheni Nedealco                 | Klasse bis 70 kg  | –                  | –        | Tim Müller            | 3:1          | Magomedrasul Gazimagomedov | 0:3           | –                   | –          | –                            | –                            | Zaur Efendiev             | 0:5                       | –                     | –                     | –                      | –        |        |
| Alexandru Burcă                  | Klasse bis 74 kg  | Stefan Reichmuth   | 3:1      | Zelimkhan Khadjiev    | 0:3          | –                          | –             | –                   | –          | –                            | –                            | –                         | –                         | –                     | –                     | –                      | –        |        |
| Piotr Ianulov                    | Klasse bis 86 kg  | Ville Heino        | 3:1      | Aliaksandr Hushtyn    | 3:0          | István Veréb               | 3:1           | Sandro Aminaschwili | 3:1        | –                            | –                            | –                         | –                         | –                     | –                     | Abdulraschid Sadulajew | 0:4      | Silber |
| Nicolai Ceban                    | Klasse bis 97 kg  | Johannes Ludescher | 4:1      | Chetag Gasjumow       | 0:3          | –                          | –             | –                   | –          | Radosław Baran               | 0:3                          | –                         | –                         | –                     | –                     | –                      | –        |        |
| Alexandr Romanov                 | Klasse bis 125 kg | Dániel Ligeti      | 0:3      | –                     | –            | –                          | –             | –                   | –          | –                            | –                            | –                         | –                         | –                     | –                     | –                      | –        |        |

## Sambo
| Athleten             | Wettbewerb       | Achtelfinale | Achtelfinale | Viertelfinale         | Viertelfinale | Hoffnungsrunde Halbfinale | Hoffnungsrunde Halbfinale | Halbfinale  | Halbfinale | Hoffnungsrunde Finale | Hoffnungsrunde Finale | Finale / Kampf um Bronze | Finale / Kampf um Bronze | Rang |
| Athleten             | Wettbewerb       | Gegner       | Ergebnis     | Gegner                | Ergebnis      | Gegner                    | Ergebnis                  | Gegner      | Ergebnis   | Gegner                | Ergebnis              | Gegner                   | Ergebnis                 | Rang |
| -------------------- | ---------------- | ------------ | ------------ | --------------------- | ------------- | ------------------------- | ------------------------- | ----------- | ---------- | --------------------- | --------------------- | ------------------------ | ------------------------ | ---- |
| Frauen               |                  |              |              |                       |               |                           |                           |             |            |                       |                       |                          |                          |      |
| Ana Repida           | Klasse bis 60 kg | –            | –            | Prakapenka Katsiaryna | 0:2           | –                         | –                         | –           | –          | –                     | –                     | –                        | –                        |      |
| Ecaterina Cretu      | Klasse bis 64 kg | –            | –            | Farida Gurbanova      | 4:0           | –                         | –                         | Olena Sajko | 1:3        | –                     | –                     | Sarah Loko               | 0:4                      | 4    |
| Natalia Repesco      | Klasse bis 68 kg | –            | –            | Ivana Jandrić         | 0:4           | –                         | –                         | –           | –          | –                     | –                     | Olga Zakharova           | 0:4                      | 4    |
| Männer               |                  |              |              |                       |               |                           |                           |             |            |                       |                       |                          |                          |      |
| Valeri Meleaschevici | Klasse bis 90 kg | –            | –            | Aschot Danieljan      | 0:4           | –                         | –                         | –           | –          | –                     | –                     | –                        | –                        |      |

## Schießen
| Athleten        | Klasse | Wettbewerb | Qualifikation   | Qualifikation | Halbfinale      | Halbfinale | Finale          | Finale |
| Athleten        | Klasse | Wettbewerb | Ringe/ Scheiben | Rang          | Ringe/ Scheiben | Rang       | Ringe/ Scheiben | Rang   |
| --------------- | ------ | ---------- | --------------- | ------------- | --------------- | ---------- | --------------- | ------ |
| Männer          |        |            |                 |               |                 |            |                 |        |
| Alexandru Bicov | Flinte | Trap       | 115             | 26            | –               | –          | –               | –      |

## Taekwondo
| Athleten           | Wettbewerb       | Achtelfinale     | Achtelfinale | Viertelfinale   | Viertelfinale | Hoffnungsrunde Halbfinale | Hoffnungsrunde Halbfinale | Halbfinale  | Halbfinale | Hoffnungsrunde Finale / Bronzekampf | Hoffnungsrunde Finale / Bronzekampf | Finale | Finale   | Rang |
| Athleten           | Wettbewerb       | Gegner           | Ergebnis     | Gegner          | Ergebnis      | Gegner                    | Ergebnis                  | Gegner      | Ergebnis   | Gegner                              | Ergebnis                            | Gegner | Ergebnis | Rang |
| ------------------ | ---------------- | ---------------- | ------------ | --------------- | ------------- | ------------------------- | ------------------------- | ----------- | ---------- | ----------------------------------- | ----------------------------------- | ------ | -------- | ---- |
| Männer             |                  |                  |              |                 |               |                           |                           |             |            |                                     |                                     |        |          |      |
| Stepan Dimitrov    | Klasse bis 58 kg | Milos Gladovic   | 7:8          | –               | –             | –                         | –                         | –           | –          | –                                   | –                                   | –      | –        |      |
| Vladislav Arventii | Klasse bis 68 kg | Stevens Barclais | 8:4          | Claudio Treviso | 11:9          | –                         | –                         | Karol Robak | 1:13       | Joel González                       | 6:7                                 | –      | –        |      |
| Aaron Cook         | Klasse bis 80 kg | Arbes Jahiri     | 14:1         | Júlio Ferreira  | 7:8           | –                         | –                         | –           | –          | –                                   | –                                   | –      | –        |      |

## Wassersport

### Schwimmen
Hier fanden Jugendwettbewerbe statt. Bei den Frauen ist das die U17 (Jahrgang 1999) und bei den Männern die U19 (Jahrgang 1997).
| Athleten            | Wettbewerb          | Vorlauf     | Vorlauf | Halbfinale | Halbfinale | Finale | Finale | Rang |
| Athleten            | Wettbewerb          | Zeit        | Rang    | Zeit       | Rang       | Zeit   | Rang   | Rang |
| ------------------- | ------------------- | ----------- | ------- | ---------- | ---------- | ------ | ------ | ---- |
| Frauen              |                     |             |         |            |            |        |        |      |
| Ana Cosmina         | 50 m Freistil       | 27,80 s     | 48      | -          | -          | -      | -      |      |
| Ana Cosmina         | 100 m Freistil      | 1:01,34 min | 61      | -          | -          | -      | -      |      |
| Alexandra Vinicenco | 50 m Brust          | 33,71 s     | 19      | -          | -          | -      | -      |      |
| Alexandra Vinicenco | 100 m Brust         | 1:13,59 min | 24      | -          | -          | -      | -      |      |
| Alexandra Vinicenco | 200 m Brust         | 2:42,03 min | 29      | -          | -          | -      | -      |      |
| Männer              |                     |             |         |            |            |        |        |      |
| Vlas Cononov        | 50 m Schmetterling  | 26,67 s     | 59      | -          | -          | -      | -      |      |
| Vlas Cononov        | 100 m Schmetterling | 57,65 s     | 46      | -          | -          | -      | -      |      |
| Vlas Cononov        | 200 m Lagen         | 2:11,31 min | 40      | -          | -          | -      | -      |      |
| Adrian Negru        | 50 m Rücken         | 28,17 s     | 40      | -          | -          | -      | -      |      |
| Adrian Negru        | 100 m Rücken        | 1:00,41 min | 49      | -          | -          | -      | -      |      |
| Adrian Negru        | 200 m Rücken        | 2:16,08 min | 38      | -          | -          | -      | -      |      |
| Adrian Negru        | 50 m Schmetterling  | 25,90 s     | 47      | -          | -          | -      | -      |      |
| Adrian Negru        | 200 m Lagen         | 2:13,12 min | 44      | -          | -          | -      | -      |      |